# Cofimpacia luteata
Cofimpacia luteata là một loài bướm đêm trong họ Noctuidae.